# C.J.ヴァンストン
C.J.ヴァンストン（C. J. Vanston）は、カリフォルニア州ハリウッドを拠点とするアメリカ合衆国の映画作曲家、音楽プロデューサー、ソングライター、キーボード奏者である。コロラド州デンバー生まれで、ボニー・L・スミスの息子である。

## 映画クレジット
- Waiting for Guffman (1996年)
- 『オールモスト・ヒーローズ / 進め！アメリカ横断冒険野郎』 - Almost Heroes (1998年)
- 『ドッグ・ショウ!』 - Best in Show (2000年)
- 『メラニーは行く!』 - Sweet Home Alabama (2002年)
- 『みんなのうた』A Mighty Wind (2003年)
- Slingshot (2005年)
- For Your Consideration (2006年)
- 『マスコット』 - Mascots (2016年)

## テレビ・シリーズ
- Family Tree (2013年)

## アルバム・クレジット
ヴァンストンは、プリンス、イン・シンク、バーブラ・ストライサンド、リンゴ・スター、ジャガーズ、セリーヌ・ディオン、ボブ・シーガー、リチャード・マークス、ティナ・ターナー、アレックズ・ジョンソン、ジョー・コッカー、アンナ・ヴィッシ、イエローカード、スパイナル・タップ、ハリー・シェアラー、スティーヴ・ルカサー、デニス・デ・ヤング、TOTOを含む多数のミュージシャンのアルバムに貢献している。